# Francisco Mesquita Machado
Francisco Soares Mesquita Machado ComIH (Pousada de Saramagos, Vila Nova de Famalicão, 18 de abril de 1947) é um político português. Foi presidente da Câmara de Braga de 1976 a 2013.

## Biografia
É pai de três filhos e já avô pela quinta vez.
Licenciado em Engenharia Metalúrgica.
Aderiu ao partido em 1975 e, um ano depois, iniciou carreira política como deputado à Assembleia da República, eleição que repetiu em todos os sufrágios desde então, com exceção das legislativas de 1991 e 1995.
Tinha 29 anos quando assumiu a presidência da Câmara Municipal de Braga, após uma infância passada na Venezuela, com os pais.
Desde as eleições autárquicas portuguesas de 1976 e até 2013, foi Presidente da Câmara Municipal de Braga, tendo sido sucessivamente reeleito sempre com maioria absoluta (1979, 1982, 1985, 1989, 1993, 1997, 2001, 2005 e 2009) nas listas do PS. Em 1983, suspendeu o mandato de presidente da Câmara Municipal de Braga e assumiu o cargo de Secretário de Estado do Fomento Cooperativo a pedido do então Primeiro-Ministro Mário Soares, no governo do Bloco Central. Ocupava este cargo governativo quando foi noticiada, em agosto de 1983, a existência de um inquérito instaurado pelo secretário de Estado da Administração Regional e Local, a pedido de um vereador do PSD na Câmara Municipal de Braga, que demonstrou que Mesquita Machado era, em simultâneo com as funções de presidente da Câmara Municipal de Braga, sócio de uma empresa que prestava serviços de fabricação de produtos de construção civil à Câmara Municipal de Braga. Foram também noticiadas outras irregularidades e ilegalidades nos serviços da Câmara Municipal de Braga. Em outubro de 1983, Mesquita Machado demite-se do cargo de Secretário de Estado do Fomento Cooperativo, alegando a necessidade de assumir novamente a presidência da Câmara Municipal de Braga, pois o seu substituto na presidência da Câmara pretendia regressar às funções académicas na universidade. Novo inquérito aos serviços municipais, que decorreu entre 1983 e 1984, detetou irregularidades e ilegalidades no licenciamento de obras particulares. Mesquita Machado sempre negou todas as acusações. Um vereador do PS na Câmara Municipal de Braga denunciou as irregularidades cometidas sob a presidência de Mesquita Machado ao então secretário-geral do PS, Vítor Constâncio, não tendo as denúncias tido qualquer desenvolvimento ao nível judicial.
É sócio-fundador da Cooperativa "Bracara Augusta", membro da Comissão de Reserva Agrícola do Norte e já presidiu ao Eixo Atlântico do Noroeste Peninsular, entre 1999 e 2001, e à Mesa da Assembleia-Geral da Federação Portuguesa de Futebol. A 10 de Junho de 1990 foi feito Comendador da Ordem do Infante D. Henrique pelo então Presidente da República. Também foi membro fundador do Sindicato dos Professores. A 3 de Janeiro de 2001 foi feito Comendador da Ordem do Mérito Civil de Espanha.
Em 2008 foi alvo de um processo em que foi investigado com os seus  familiares por indícios de ter um “património milionário” injustificado. O procurador, José Lemos, arquivou o processo, em Novembro de 2008 criticando a Polícia Judiciária do Porto por supostamente não ter dado o apoio necessário às suas investigações, estando então concentrada no caso “Apito Dourado”. Em 2014, José Lemos foi suspenso por cinco meses e foi transferido coercivamente para uma comarca de Trás-os-Montes, devido a outros processos que  prescreveram nas mãos do magistrado.

## Carreira política
Eleito pela primeira vez para a presidência da Câmara Municipal de Braga em 1976 nas primeiras eleições autárquicas da democracia portuguesa, com excepção da sua primeira eleição e das eleições autárquicas de 1997 em que obteve a maioria absoluta em coligação com o Vereador do CDS-PP Miguel Brito, ganhou sempre as autárquicas de Braga com maioria absoluta.
Com as eleições autárquicas de 2009, Mesquita Machado ficou a ser visto como invencível nas eleições autárquicas, já que por lei esta foi a sua última recandidatura, sendo considerado um dos dinossauros da política por ter sido um dos três políticos, de todo o mundo, que esteve mais tempo no poder tendo sido eleito democraticamente.
Em 2014, após sair da presidência da câmara de Braga, a auditoria à gestão de Mesquita Machado na Câmara apontou um passivo de 252 milhões, dos quais 113 não estavam contabilizados.
Após a auditoria, a Câmara de Braga enviou para a PGR os resultados, por considerar que podem existir crimes de gestão danosa ou prevaricação.
Em outubro de 2014, foi anunciado na imprensa que a Polícia Judiciária está a investigar vários negócios celebrados por Mesquita Machado enquanto esteve à frente da Câmara de Braga e este pode vir a responder por gestão danosa. Um dos negócios é a parceria público-privada celebrada em 2008 com a Sociedade Gestora de Equipamentos de Braga, que resultou num buraco de 103 milhões de euros para a câmara – o valor não estava contabilizado. Destinava-se à construção e requalificação de campos de futebol em 45 freguesias do concelho. No total, as obras custariam 50 milhões, mas o contrato celebrado – no qual a câmara se compromete a pagar rendas mensais de meio milhão de euros até 2033 – irá custar aos cofres da autarquia o dobro. E Braga passou a ter o maior índice de campos de futebol relvados por habitante do País.

## Caso do convento das Convertidas
O Departamento de Investigação e Ação Penal de Braga constituiu, em 20 de abril de 2016, como arguido Mesquita Machado.
O inquérito tinha a ver com a compra do edifício vizinho do antigo convento das Convertidas.
Estava em causa a possibilidade de, em conjunto com outros cinco ex-vereadores, ter praticado o crime de participação económica em negócio.
Trata-se da expropriação de três prédios, por três milhões de euros, junto ao do convento das Convertidas, no centro da cidade. Quando o negócio começou, o prédio era propriedade de uma empresa do genro de Mesquita Machado. A compra veio a ser anulada em 2014 pelo Supremo Tribunal Administrativo após uma ação interposta pelo novo Presidente, Ricardo Rio. As três casas anexas ao antigo convento foram compradas em 2013 pelo ex-presidente, para serem integradas num projeto de reconversão do Convento - propriedade do Ministério da Administração Interna - em Pousada da juventude. A aquisição motivou três queixas-crime porque os prédios eram do genro do ex-autarca, antes de serem vendidos - dias antes da compra - à firma ImoDuarte.
Além de Mesquita Machado foram suspeitos do crime de participação económica em negócio, punível com pena de prisão até cinco anos, Hugo Pires, Palmira Maciel, Ilda Carneiro, Paula Morais e Vítor Sousa, mas acabaram absolvidos pelo tribunal.
Os edifícios estavam avaliados em 679 mil euros e caso a expropriação de três milhões de euros tivesse avançado, o Município teria sido lesado em 2,2 milhões de euros.
Mesquita Machado começou a ser julgado a 30 de outubro de 2017 no Tribunal de Braga respondendo por participação económica em negócio e abuso de poder, no caso da venda do edifício das Convertidas - um negócio que lesaria a autarquia e que serviria para a filha e o genro pagarem uma dívida de 2,6 milhões de euros, sendo que o valor da venda foi muito superior ao real valor patrimonial em causa. 
Na investigação liderada pela Polícia Judiciária de Braga foram apuradas provas de que "a expropriação teve apenas como motivação beneficiar os familiares do então Presidente da Câmara de Braga" e que "a decisão da expropriação do terreno é anterior à conceção do projeto" que só foi pedido aos arquitetos da Câmara dez dias depois de o negócio ser votado.
O Ministério Público pediu em 27 de junho de 2018 a condenação a pena de prisão de Mesquita Machado no processo. Nas alegações finais do julgamento a procuradora do MP defendeu que Mesquita Machado agiu com intenção de favorecer a filha e o genro, com prejuízo para o erário público.
Em 11 de Julho de 2018, Mesquita Machado, foi condenado pelo Tribunal Judicial de Braga a três anos de prisão com pena suspensa. Os seus defensores, do escritório de Tinoco de Faria, recorreram, para o Tribunal da Relação de Guimarães.
Após a condenação, Mesquita Machado fez 4 recursos, dois para o Tribunal da Relação, e dois para o Tribunal Constitucional, todos rejeitados.

## Contrato com o Sporting clube de Braga
Em 2017 foi noticiado que o contrato de gestão do Estádio Municipal de Braga, assinado no pós-Euro 2004, entre a autarquia e o Sporting Clube de Braga está a ser alvo de investigação por suspeita de crimes de prevaricação e gestão danosa. O clube terá pago à autarquia em nove anos 54 mil euros de aluguer (500 euros mensais) e recebeu do erário público 900 mil euros para despesas de eletricidade e outros encargos correntes.
No início de 2014, o contrato com o Sporting de Braga foi revisto, passando o clube a pagar as faturas de luz e a Câmara a eletricidade das áreas circundantes ao estádio.

## Concessão da exploração do estacionamento à superfície em Braga
Em maio de 2018, o Ministério Público de Braga acusou Mesquita Machado, e o empresário da construtora Britalar, António Salvador, da prática do crime de prevaricação por causa da concessão, em 2013, da exploração do estacionamento à superfície em Braga.
Em janeiro de 2013, e após um concurso público em que participaram outras três empresas, a Câmara decidiu entregar o estacionamento à Britalar. Dias depois, procedeu ao alargamento da concessão. 
A acusação dizia que o ex-autarca socialista e o empresário gizaram um plano para alargar, sem qualquer fundamento legal, a concessão a mais 27 ruas, apenas um dia antes da assinatura do contrato entre a empresa e o Município. O que aumentou o objeto da concessão para 2319 lugares de estacionamento, mais 1147 do que os previstos no concurso público. O MP sustentou que o alargamento - decidido após proposta verbal de Salvador - não foi precedido de nenhum estudo técnico sobre mobilidade ou trânsito que o fundamentasse.
Em janeiro de 2018, e ao fim de cinco anos de vigência, a Câmara resgatou a concessão. A ESSE recorreu pedindo a suspensão do resgate e exigindo uma indemnização que vai de 30 a 71 milhões por danos emergentes.
Em novembro de 2018, uma juíza de instrução criminal de Braga decidiu levar a julgamento Mesquita Machado e o dono da empresa Britalar, António Salvador, no processo da concessão do estacionamento pago à superfície. Os arguidos responderam por um crime de prevaricação.
O julgamento iniciou-se em 30 de Outubro de 2019. Foi concluído em 6 de fevereiro de 2020 com a leitura da sentença que absolveu Mesquita e Salvador.

## Adjudicação do prolongamento do túnel da Avenida da Liberdade
Mesquita e António Salvador foram em novembro de 2018, constituídos arguidos após terem sido ouvido pela PJ/Braga. Em causa está a adjudicação do prolongamento do túnel da Avenida da Liberdade, uma das últimas obras como presidente da câmara. Neste caso, suspeitava-se de financiamento partidário.
Em Março de 2021, o inquérito-crime foi arquivado pelo Ministério Público que não encontrou indícios de ilegalidades. O inquérito envolveu o atual presidente da Câmara, Ricardo Rio, o ex-presidente, Mesquita Machado, e o empresário António Salvador – antigo dono da Britalar.
Em causa estava a prática de crimes de prevaricação de cargo político e participação em negócio. A queixa foi feita em 2014 pelos então vereadores, na oposição, Hugo Pires, Palmira Maciel e Liliana Pereira, contra Ricardo Rio, após este ter pago 893 mil euros à construtora por trabalhos a mais realizados durante a empreitada. O autarca social-democrata entendeu fazer um acordo, a conselho de técnicos camarários, que previam que, com a sentença do Tribunal Administrativo poderiam pagar mais.
O visado inicial da investigação da PJ/Braga era Ricardo Rio, mas o inquérito alargou-se, então, a Mesquita e a Salvador, dado que a Britalar, que venceu, em 2008, o concurso para a obra, por 2,9 milhões, não apresentou na sua proposta as peças processuais previstas no caderno de encargos, o que poderia traduzir-se em favorecimento. Acresce que o preço era inferior, em cinco milhões, ao dos outros dois concorrentes, a DST e a Arlindo Correia e Filhos. O que não era normal e causou “estranheza” aos investigadores.
A queixa sustentava a tese de que a Câmara nada devia ter pago à Britalar já que – e devido ao baixo preço da proposta – esta assinou um Compromisso no qual se comprometia a não faturar eventuais trabalhos não previstos. No final da obra, em 2008, a Britalar apresentou uma fatura extra de 1,5 milhões à Câmara, por trabalhos inesperados, tendo a Autarquia recusado pagar. E meteu uma ação no Tribunal Administrativo pedindo 2,5 milhões de euros. A firma argumentava que os trabalhos a mais não estavam previstos no Caderno de Encargos, pelo que não se enquadravam naquela declaração de Compromisso.
De seguida, em 2010, a Britalar interpôs uma ação administrativa de 1,8 milhões, tendo o Tribunal decidido em 2013 que, pelo menos 600 mil não eram exigíveis, dado que se reportavam a aspetos da obra previstos no concurso (400 mil euros), como os da obrigatoriedade de escavações arqueológicas, isto por ser zona de vestígios do período romano. Considerou que a Britalar também não tinha direito a ser ressarcirda em 200 mil, o custo da reparação de uma conduta de água da empresa municipal Agere. OU seja, absolveu a Câmara em 600 mil, ficando a ação em 1,2milhões, o que, com juros, e atendendo a que o julgamento demoraria cinco ou mais anos, acabaria por poder ficar em 1,5 milhões. Rio argumentou, no seu depoimento, que, a ser assim, o Município ainda poupou dinheiro.